# Мусачево (област Стара Загора)
 За другото българско село с име Мусачево вижте Мусачево (Софийска област).  
Мусачево е село в Южна България. То се намира в община Гълъбово, област Стара Загора.

## География
Селото се намира западно от Гълъбово. През него минава Мусачевска река.

## История
През османския период селото носи името Муса бейли и се включва в семейния вакъф на влиятелната фамилия Гюмлюоглу, което според Халил Иналджък произхожда от български аристократичен род. В непосредствена близост до селото се е намирало теке, наречено Мусаджа текеси, строежът на което се приписва на членовете на това семейство.

## Културни и природни забележителности
За с. Мусачево може да се почерпи информация от двата тома на „Видрицата на поп Минчо Кънчев“.
Според неговите наблюдения то е било турско село само с 4 – 5 български къщи. След Освобождението през 1878 г., с. Мусачево започва постепенно да се развива. Сега вече е едно малко китно селце, което се намира на място заобиколено от гориста местност, на която всеки може да се наслади. През Мусачево преминава една малка рекичка, има и язовир за риболов, а зимата ловната дружинка се наслаждава на добър улов.
Народен събор на – 24 май.

## Известни личности
В Мусачево е роден политикът от БКП Руси Христозов (1914 – 1990).